# 1331
سنة 1331 كانت سنة بسيطة تبدأ يوم الثلاثاء (الرابط يظهر نموذج التقويم الكامل للسنة) من التقويم اليولياني.

## أحداث
- نهاية حصار نيقية والذي بدأ في 1328.

## مواليد
- ابن أبي العز
- ابن بنت الميلق

## وفيات
- أبو الفداء.
- أبو سعيد عثمان بن يعقوب.